# 1834 a vasúti közlekedésben
Ez a szócikk a 1834-ben történt vasúti eseményeket mutatja be.

## Események a világban

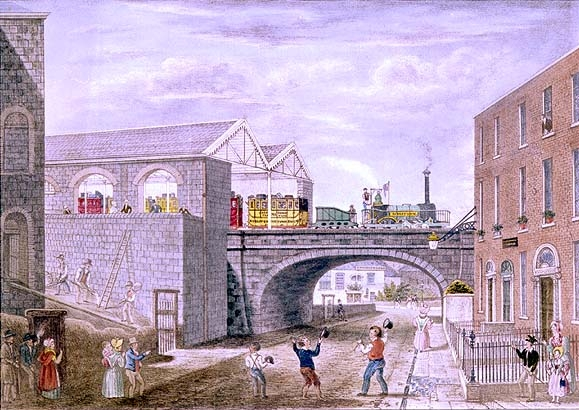
Dublin and Kingstown Railway

### Április
- április 1. - Megszületett Jim Fisk
- április 23. - Megszületett Chauncey Depew, a New York Central Railroad későbbi elnöke

### December
- december 17. - A Dublin and Kingstown Railway megkezde működését, mint az első nyilvános vasútvonal Írországban. A vonala Westland Row, Dublin (ma Dublin Pearse vasútállomás) és Kingstown (ma Dún Laoghaire) között épült meg normál nyomtávolsággal.[1]
- december 9. A mai Northeast Corridor vasútvonal első szakaszát átadták a New Jersey-beli Camdenig[2]

### Ismeretlen dátumú események
A Wilmington and Raleigh Railroad Wilmingtonban megkezde a vasútépítést.